# Presidencia Roque Sáenz Peña

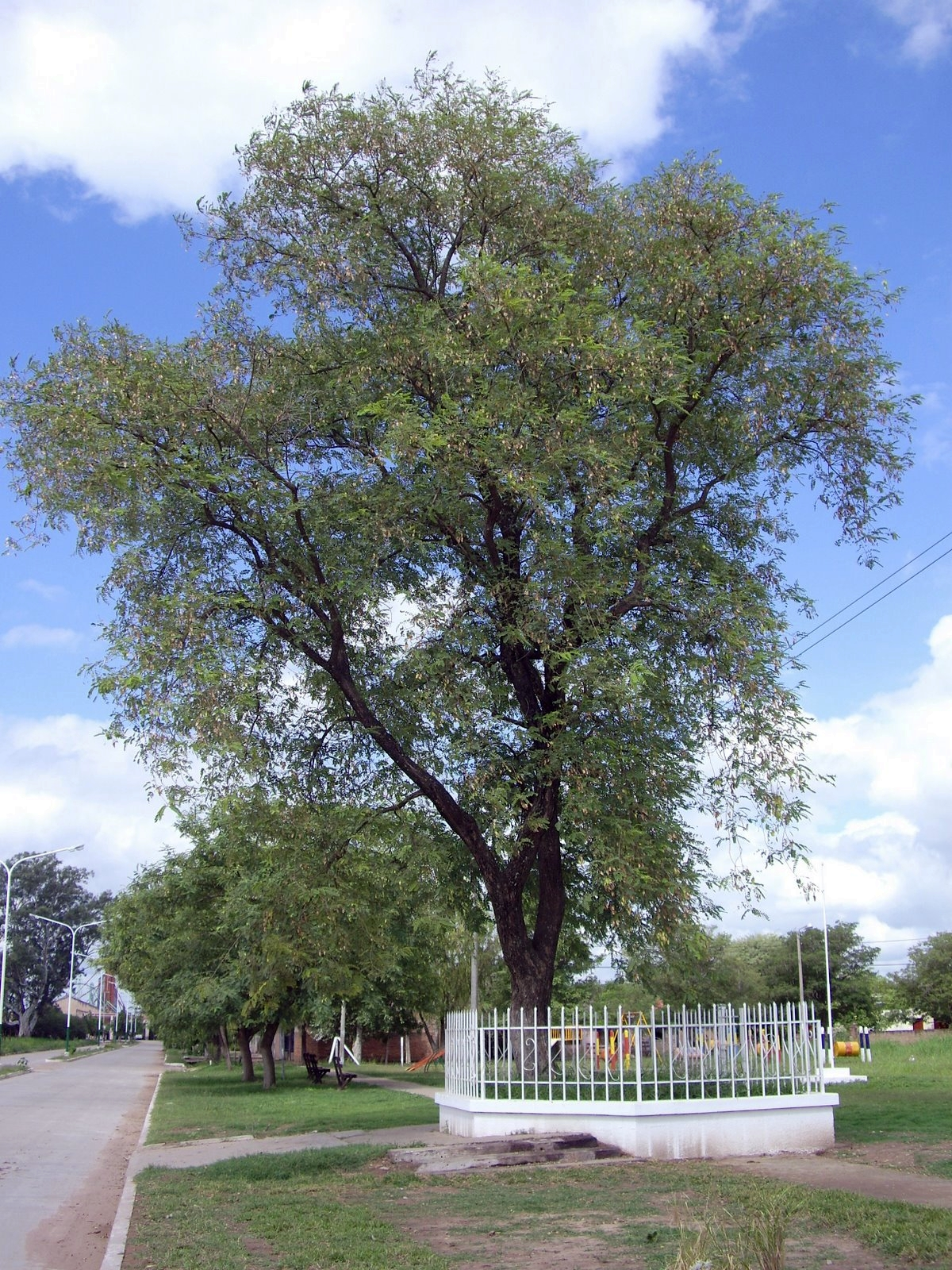
Árbol histórico de Presidencia Roque Sáenz Peña, ubicado en el Museo de la Fundación.

Presidencia Roque Sáenz Peña, o simplemente Sáenz Peña, es la segunda ciudad más poblada de la provincia del Chaco (Argentina), y cabecera del departamento Comandante Fernández. En la provincia recibe el apodo de La Termal, por las aguas termales que constituyen uno de sus principales atractivos turísticos. En 2022 el municipio en su totalidad contaba con 101 086 habitantes, lo que incluye zonas rurales. Se encuentra a una altitud de 90 m s. n. m., cerca del centro geográfico de la provincia.

## Historia

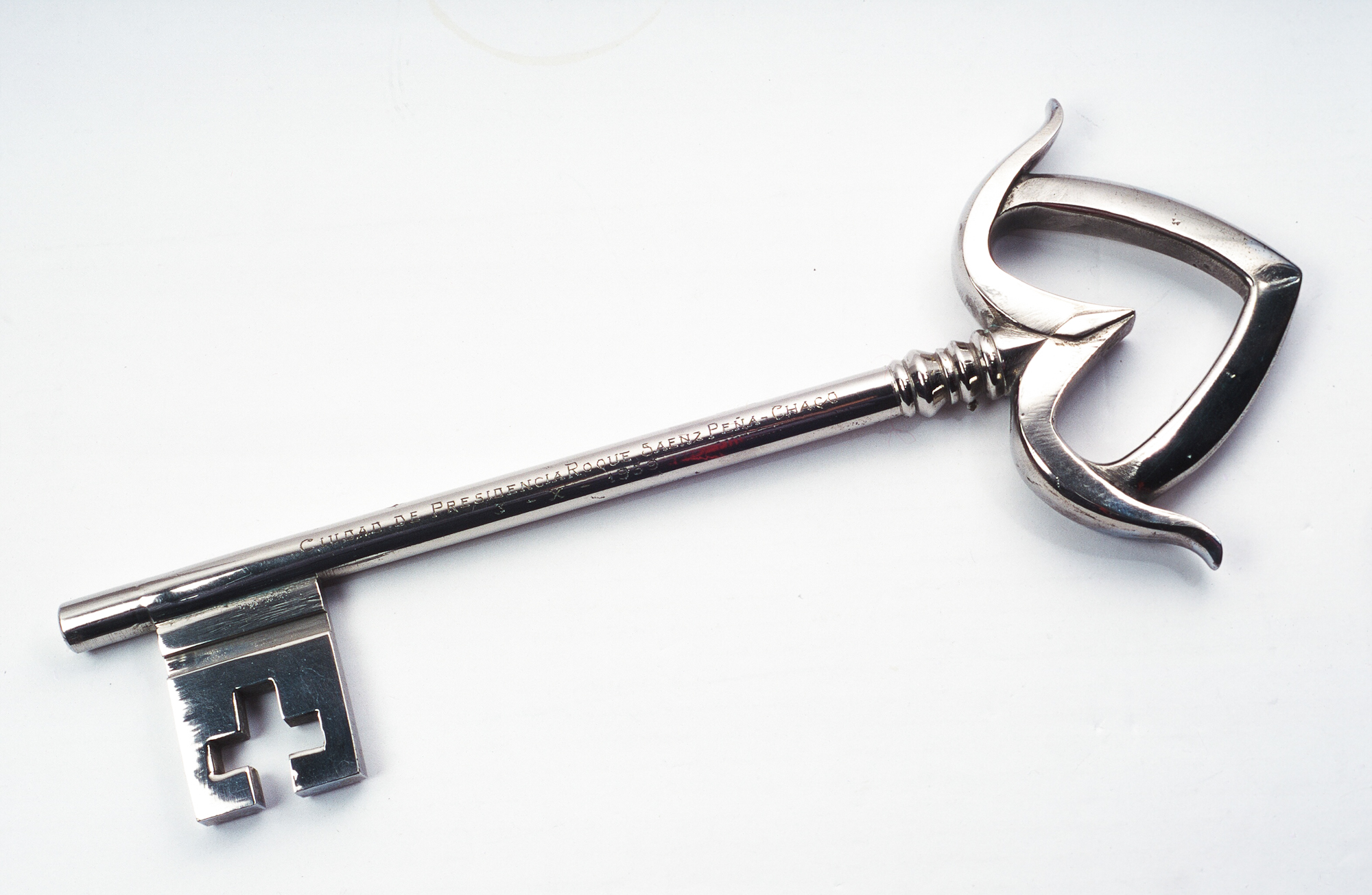
Llave simbólica entregada al expresidente Arturo Frondizi, en su visita a la ciudad, expuesta en el Museo del Bicentenario.

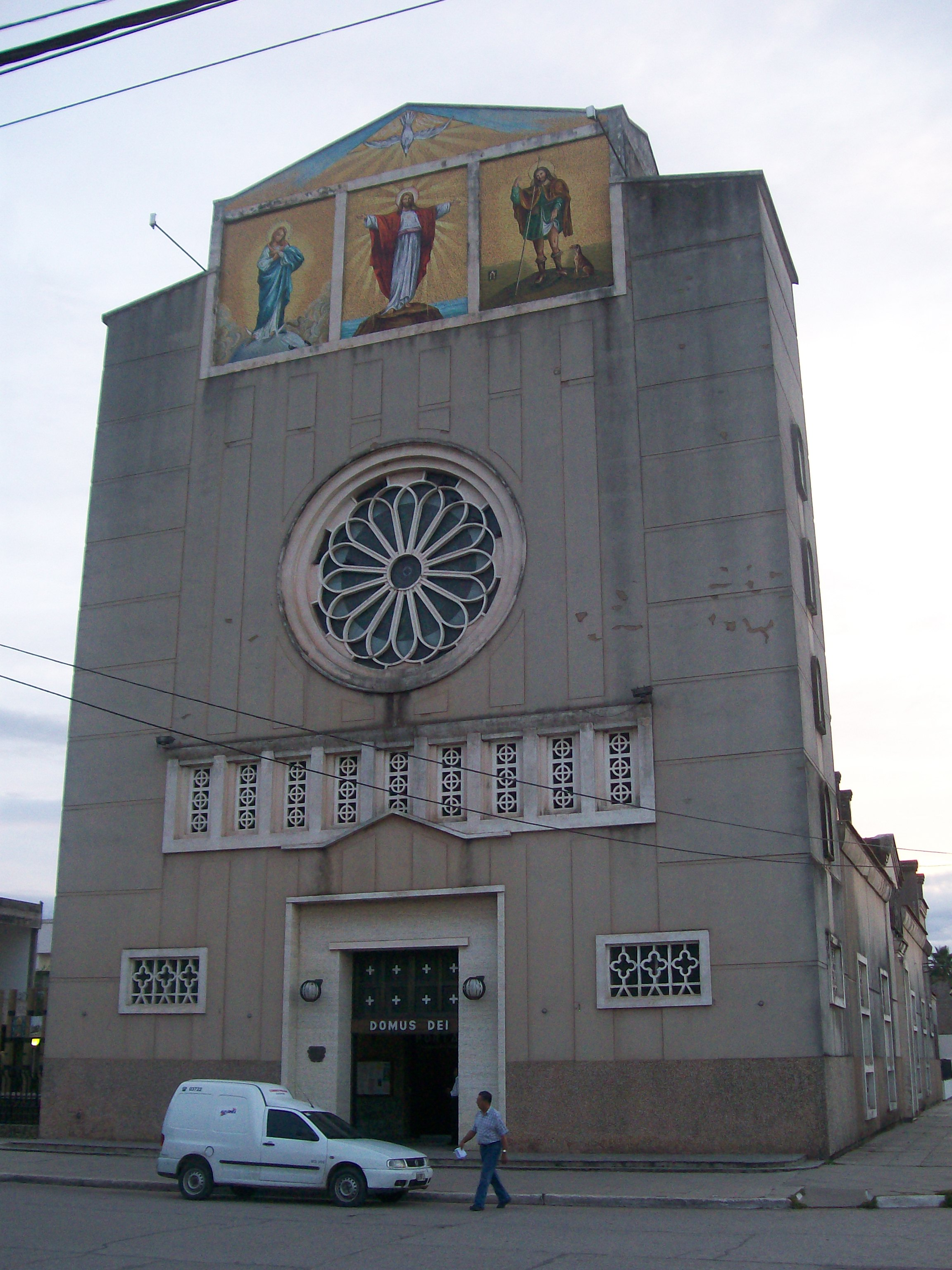
Catedral de Sáenz Peña, sede del Obispado de San Roque.

Cuando se proyectaban las vías del ferrocarril Barranqueras a Metán se encargó al teniente coronel Pedro Amarante la búsqueda de terrenos aptos para la fundación de una colonia agrícola a partir del kilómetro 120 de dichas vías. Tras acampar en el km 177, el teniente coronel Carlos D. Fernández relevó a Amarante, y al parecerle inapropiado el lugar para el asentamiento resolvió desplazar el mismo al km 173, basándose en sus propias exploraciones y en el informe del Ingeniero Antonio Schulz.
El asentamiento se realizó en el Ensanche Sur, pero las primeras 100 manzanas comenzaron a delinearse en el sector norte. Los solares eran de un cuarto de manzana (cada una de 100 metros de lado), y aquellos que no fueron reservados como espacios o edificios públicos, fueron vendidos a los pobladores a razón de 10 pesos el solar. Los primeros habitantes fueron seis españoles procedentes de Resistencia, quienes recibieron su título de propiedad de manos de Fernández el 1 de marzo de 1912, fecha que se toma como fundación de la ciudad. Poco tiempo después Fernández viajó a Buenos Aires para solicitarle al presidente Roque Sáenz Peña que el poblado llevase su nombre. El 24 de octubre de 1912 el Km 173 fue bautizado como Presidencia Roque Sáenz Peña.
- Los primeros colonizadores civiles: Miguel Vargas Giménez, Juan Vargas Giménez, Ricardo Vargas Giménez, Ángel Rascón, Pedro Gómez Parra y José Ibáñez Castillo.[6]

- Primera Comisión de Fomento: Presidente Francisco Pibernus, el 8 de julio de 1913.[7]
- Primer Jefe de Registro Civil: Francisco Pibernus, el 14 de junio de 1912.[7]

- Primer comisario: sargento Don Tenorio Vargas, agosto de 1912.

- Primer agricultor de algodón: Don Francisco Aguado Baños, 1912.[8]

- Primera Escuela "Domingo Faustino Sarmiento": comenzó a funcionar el 13 de junio de 1913 e inaugurada oficialmente el 27 de abril de 1914.[9][10]
- Primera Maestra: Doña Ana Brunner de Pibernus.(sin/escuela) 1912.[11]
- Primer Maestro: soldado conscripto Edmundo Podestá  julio de 1913.[11]
- Primer Consejo Municipal: Juan de Magdalena, Eutimio Oviedo, Joaquín Fortuny, Marcos Dehaudy y Luis Benítez, 16 de noviembre de 1923.[12]
- Primer intendente: Don Luis Benítez, 16-11-1923 al 26-12-1923.[12]
- Primer periódico: El Imparcial, del Sr. Luis T. Iglesias, 1924 - 1934.[13]
- Primer Banco: Banco de la Nación Argentina, 20 de mayo de 1924.
- Primera Desmotadora: de los Sres. E. y R. Codutti. 1918.
- Primera Cooperativa: Cooperativa Agrícola de Pcia. R. S. Peña, 31 de mayo de 1925.[14]

Los inmigrantes checos fueron unas de las primeras colectividades en poblar el centro de la provincia. Debido a la expansión de la actividad agrícola, crearon la primera cooperativa «Cooperativa Agropecuaria La Unión», los clubes deportivos Sokol y Morava, en 1918 se comenzó a construir un edificio, escuela checa, «actualmente Unión Checoslovaca», que sirvió de escuela primaria nacional y pensionado, para los hijos de los miembros de la colectividad.
Los montenegrinos en 1917, se instalaron en la zona rural ubicada a unos 45 km al sudoeste de la ciudad, denominada Colonia «La Montenegrina».
En 1923 la población superó los 1000 habitantes, el Poder Ejecutivo Nacional dispuso la creación de la Municipalidad, avalados por la ley nacional 1532 y se decretó que el 16 de noviembre de ese mismo año y se realicen las primeras elecciones municipales. Los primeros Concejales fueron: Luis Benítez, Joaquín Fortuny, Marco Mehaudy, Eutimio Oviedo y Juan Della Magdalena.
La plaza Juan B. Justo fue creada en 1933, cuenta con el monumento Héroes de Malvinas, y el dedicado a La Biblia.
El descubrimiento de las aguas termales se originó por casualidad, cuando se realizaron distintas perforaciones para el abastecimiento de agua potable, por medio del cual se encontró un pozo de aguas termales a 800 m de profundidad, en 1981 comenzó a funcionar el Complejo Termal aprovechando las propiedades del agua.
Centenario
En el centenario de la fundación de la ciudad, se declaró patrimonio cultural la "Casa Cruz", (ubicación geográfica 26°44′41.91″S 60°24′28.12″O / -26.7449750, -60.4078111), la cual fue construida en 1945, por Naiden Ivanoff.
Se inauguró el Mural del Centenario el cual tiene tres paños, de diez por tres metros cada uno, y en cada bloque hay un segmento de la historia de Sáenz Peña. En la obra participaron seis artistas.
Escudo
El escudo municipal que fue creado en 1961.
Bandera municipal
En el 101 aniversario de su fundación se presentó oficialmente la bandera de la ciudad, ordenanza municipal N.º 7519, la elección de la misma fue realizada por medio de un concurso en el cual participaron los habitantes de municipio.
A continuación se detalla el significado y atributos de la bandera municipal:
- La franja blanca representa al algodón, uno de los recursos económicos más importantes en la historia de la ciudad y del territorio chaqueño.
- La franja verde hace alusión a los campos productivos característicos de Sáenz Peña y al incalculable valor ecológico del monte autóctono y del Complejo Ecológico Municipal, el pulmón verde de la ciudad.
- La franja azul celeste representa a las aguas termales, ubicadas en el núcleo urbano, como un manantial de salud reforzando el blanco y azul celeste la pertenencia la provincia y a la Nación Argentina.
- Sobre el campo blanco el símbolo, compuesto por tres signos representativos de la historia de la ciudad: las vías fueron forjadas del municipio, representan su origen cuya identidad se consolida a partir de la pluralidad cultural que aúna en un destino común a criollos, inmigrantes y pueblos originarios.
- El capullo de algodón como símbolo de progreso ubicado en el centro, así como la ciudad se sitúa en el corazón del territorio chaqueño, donde se extienden las hectáreas de campos de algodón. Las líneas onduladas evocan la tranquilidad de las aguas termales, que poseen un gran valor de identidad para la ciudad y como su centro de atracción turística.

## Población
La población urbana alcanzaba los 89 882 habitantes (Indec, 2010), lo que representa un incremento del 17% frente a los 76 794 habitantes (Indec, 2001) del censo anterior. Por su población Sáenz Peña es la segunda ciudad de la provincia del Chaco, y la más poblada de todo el NEA que no sea capital de provincia.
| 1991   | 2001   | 2010   | 2022    |
| 63 135 | 76 794 | 89.882 | 101.086 |

| Gráfica de evolución demográfica de Presidencia Roque Sáenz Peña entre 1991 y 2022 |
|                                                                                    |
| Fuente: censos nacionales del INDEC                                                |

## Clima
La temperatura media anual es de 21,5 °C y la humedad relativa promedio anual es del 74 %. El clima de Roque Sáenz Peña es del tipo subtropical húmedo sin estación seca (verano cálido) Cfa, de acuerdo con la clasificación climática de Köppen.
Suelen registrase en invierno temperaturas mínimas de por debajo 5 °C, y máximas en verano que superan los 44 °C.
El día 17 de octubre del 2014 se registró una máxima de 46,1 °C, rompiéndose así, el récord de temperatura máxima desde que se tiene registros.
| Parámetros climáticos promedio de Presidencia Roque Sáenz Peña, Chaco | Parámetros climáticos promedio de Presidencia Roque Sáenz Peña, Chaco | Parámetros climáticos promedio de Presidencia Roque Sáenz Peña, Chaco | Parámetros climáticos promedio de Presidencia Roque Sáenz Peña, Chaco | Parámetros climáticos promedio de Presidencia Roque Sáenz Peña, Chaco | Parámetros climáticos promedio de Presidencia Roque Sáenz Peña, Chaco | Parámetros climáticos promedio de Presidencia Roque Sáenz Peña, Chaco | Parámetros climáticos promedio de Presidencia Roque Sáenz Peña, Chaco | Parámetros climáticos promedio de Presidencia Roque Sáenz Peña, Chaco | Parámetros climáticos promedio de Presidencia Roque Sáenz Peña, Chaco | Parámetros climáticos promedio de Presidencia Roque Sáenz Peña, Chaco | Parámetros climáticos promedio de Presidencia Roque Sáenz Peña, Chaco | Parámetros climáticos promedio de Presidencia Roque Sáenz Peña, Chaco | Parámetros climáticos promedio de Presidencia Roque Sáenz Peña, Chaco |
| Mes                                                                   | Ene.                                                                  | Feb.                                                                  | Mar.                                                                  | Abr.                                                                  | May.                                                                  | Jun.                                                                  | Jul.                                                                  | Ago.                                                                  | Sep.                                                                  | Oct.                                                                  | Nov.                                                                  | Dic.                                                                  | Anual                                                                 |
| --------------------------------------------------------------------- | --------------------------------------------------------------------- | --------------------------------------------------------------------- | --------------------------------------------------------------------- | --------------------------------------------------------------------- | --------------------------------------------------------------------- | --------------------------------------------------------------------- | --------------------------------------------------------------------- | --------------------------------------------------------------------- | --------------------------------------------------------------------- | --------------------------------------------------------------------- | --------------------------------------------------------------------- | --------------------------------------------------------------------- | --------------------------------------------------------------------- |
| Temp. máx. abs. (°C)                                                  | 44.5                                                                  | 42.5                                                                  | 41.9                                                                  | 38.8                                                                  | 39.0                                                                  | 35.2                                                                  | 36.7                                                                  | 40.4                                                                  | 43.5                                                                  | 46.1                                                                  | 44.5                                                                  | 44.2                                                                  | 46.1                                                                  |
| Temp. máx. media (°C)                                                 | 34.0                                                                  | 32.4                                                                  | 31.1                                                                  | 27.2                                                                  | 24.4                                                                  | 21.9                                                                  | 22.5                                                                  | 24.8                                                                  | 26.8                                                                  | 29.4                                                                  | 31.1                                                                  | 33.0                                                                  | 28.2                                                                  |
| Temp. media (°C)                                                      | 27.1                                                                  | 26.1                                                                  | 24.6                                                                  | 20.8                                                                  | 17.9                                                                  | 15.6                                                                  | 15.3                                                                  | 17.0                                                                  | 19.2                                                                  | 22.3                                                                  | 24.2                                                                  | 26.2                                                                  | 21.4                                                                  |
| Temp. mín. media (°C)                                                 | 20.2                                                                  | 19.4                                                                  | 18.4                                                                  | 14.9                                                                  | 12.2                                                                  | 10.0                                                                  | 8.8                                                                   | 9.8                                                                   | 11.8                                                                  | 15.1                                                                  | 17.0                                                                  | 19.2                                                                  | 14.7                                                                  |
| Temp. mín. abs. (°C)                                                  | 8.4                                                                   | 6.2                                                                   | 3.9                                                                   | 0.7                                                                   | -5.5                                                                  | -7.3                                                                  | -7.4                                                                  | -8.7                                                                  | -6.5                                                                  | 0.2                                                                   | 2.6                                                                   | 5.0                                                                   | -8.7                                                                  |
| Precipitación total (mm)                                              | 136.7                                                                 | 120.0                                                                 | 130.7                                                                 | 113.6                                                                 | 47.4                                                                  | 25.4                                                                  | 18.6                                                                  | 21.7                                                                  | 37.4                                                                  | 90.9                                                                  | 118.9                                                                 | 125.3                                                                 | 986.6                                                                 |
| Días de precipitaciones (≥ 1 mm)                                      | 7                                                                     | 7                                                                     | 7                                                                     | 7                                                                     | 6                                                                     | 5                                                                     | 3                                                                     | 3                                                                     | 4                                                                     | 7                                                                     | 7                                                                     | 7                                                                     | 70                                                                    |
| Horas de sol                                                          | 285.2                                                                 | 243.0                                                                 | 229.4                                                                 | 189.0                                                                 | 189.1                                                                 | 150.0                                                                 | 186.0                                                                 | 204.6                                                                 | 207.0                                                                 | 241.8                                                                 | 264.0                                                                 | 285.2                                                                 | 2674.3                                                                |
| Humedad relativa (%)                                                  | 70                                                                    | 72                                                                    | 76                                                                    | 78                                                                    | 78                                                                    | 78                                                                    | 73                                                                    | 67                                                                    | 64                                                                    | 67                                                                    | 69                                                                    | 69                                                                    | 72                                                                    |
| Fuente: Instituto Nacional de Tecnología Agropecuaria                 |                                                                       |                                                                       |                                                                       |                                                                       |                                                                       |                                                                       |                                                                       |                                                                       |                                                                       |                                                                       |                                                                       |                                                                       |                                                                       |

## Economía

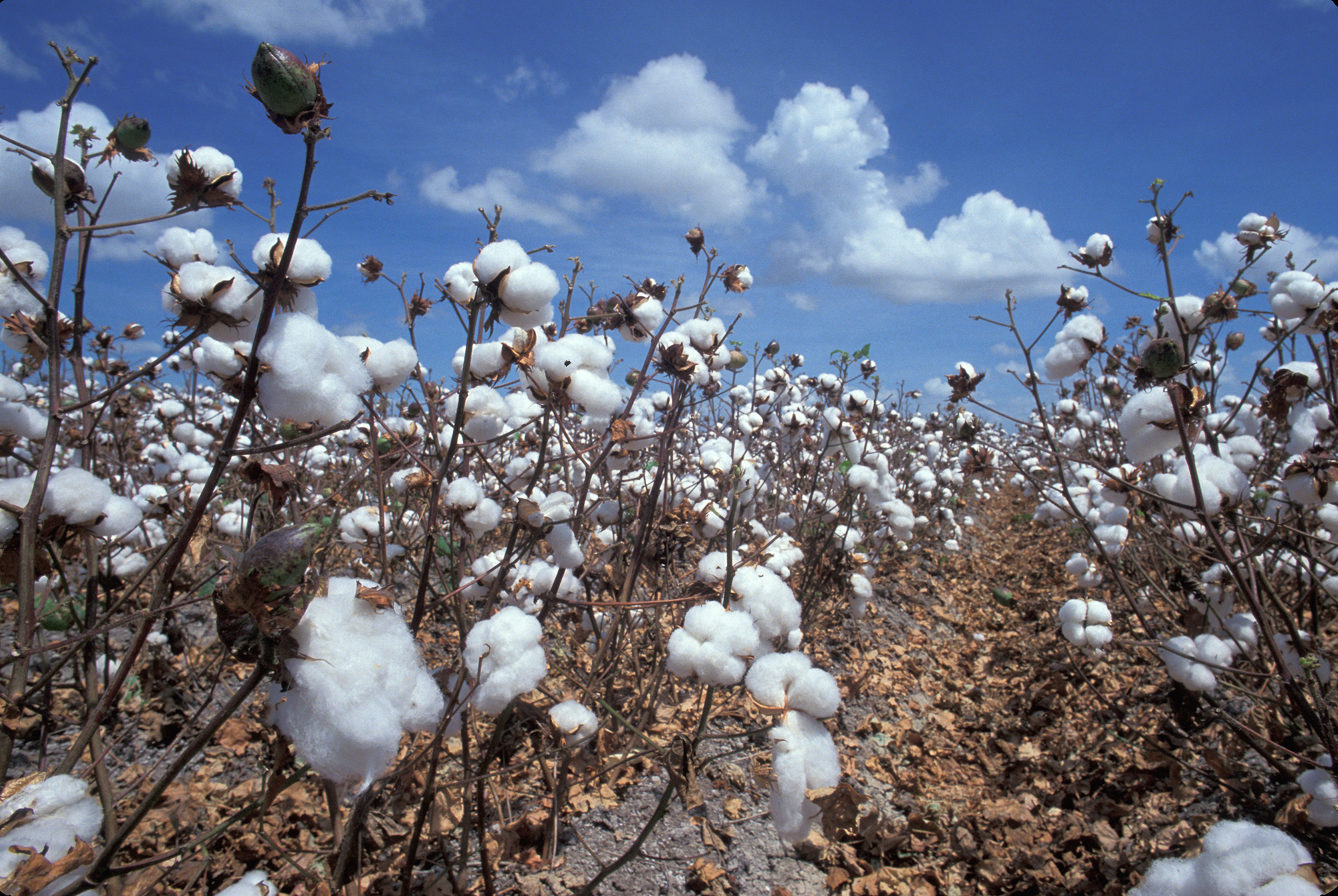
El cultivo del algodón fue el motor del desarrollo inicial de la ciudad y hoy uno de los principales cultivos de la zona.

La economía saenzpeñense se basa en la explotación y procesamiento de los productos agropecuarios de la zona, destacándose el cultivo del algodón y la soja.
Posee una Estación Experimental Agropecuaria del Instituto Nacional de Tecnología Agropecuaria, inuagurada el 1 de agosto de 1923 (101 años), la cual en sus inicios hasta el año 1986, se la conoció como Estación Algodonera Nacional y Estación Experimental Regional Agropecuaria. Su objetivo es contribuir a la competitividad del sector agropecuario, forestal y agroindustrial de la región.
La empresa MSU Argentina instaló un parque solar con una capacidad de 60MW, cuya apertura está prevista para mayo de 2025.

### Industria
En las cercanías de la ciudad se ubica el Parque Industrial Centrochaqueño de Presidencia Roque Sáenz Peña, que comenzó a construirse en 2009, e inaugurado oficialmente en septiembre de 2011, Ruta Nacional 16 km 172 , (a 3 km de la intersección con la RN95), con 129,5 hectáreas.

## Salud
La ciudad cuenta con un hospital público inaugurado en 1947, al que se denominó 4 de Junio Ramón Carrillo, (4 de junio fue el día que asumió el primer gobernador del Chaco, y Ramón Carrillo en honor a uno de los ministros de salud más reconocidos de Argentina).
En 1972 se iniciaron las obras del acueducto Barranqueras - Sáenz Peña, que fue inaugurado el 15 de marzo de 1980, contaba con una longitud de 174 kilómetros y su costo alcanzó los 25 millones de dólares, luego el 31 de mayo del mismo año se inauguró la prolongación hasta la ciudad de Villa Ángela que contó con 91 km adicionales de cañerías.

## Vías de comunicación
Sáenz Peña se encuentra atravesada por las rutas nacionales RN 16 y RN 95, ambas pavimentadas, convirtiéndose en un centro estatrégico por su cercanía a gran parte de las poblaciones chaqueñas. La RN 16 es la más importante, comunicándola al sudeste con Quitilipi y Resistencia. Al noroeste la enlaza con Aviá Teraí y la provincia de Salta. La RN 95 la vincula al norte con Tres Isletas y la provincia de Formosa, y al sur con Villa Ángela y la provincia de Santa Fe.
Las vías del Ramal C3 del Ferrocarril General Belgrano se encuentran activas, transportando ocasionalmente vagones de carga de la empresa estatal Trenes Argentinos Cargas. Existe un servicio de pasajeros uniendo esta ciudad con Chorotis, al sudoeste de la provincia, proporcionado por la empresa ferroviaria estatal Trenes Argentinos Operaciones.
El aeropuerto de Presidencia Roque Sáenz Peña fue inaugurado en 1998. Entre 1999 y 2002 tuvo en diferentes períodos vuelos regulares de Línea Aérea de Entre Ríos y Aerolíneas Argentinas Express (Aerovip), los cuales no pudieron mantenerse por mucho tiempo. Recién en 2009 volvió a contar con vuelos regulares tras la reapertura de la aerolínea Aerochaco (la cual presentó quiebra a finales del año 2013, financiada por el Estado provincial. Hasta el día de la fecha no han llegado nuevas aerolíneas, haciéndose usar solamente para vuelos chárter o sanitarios.

## Turismo

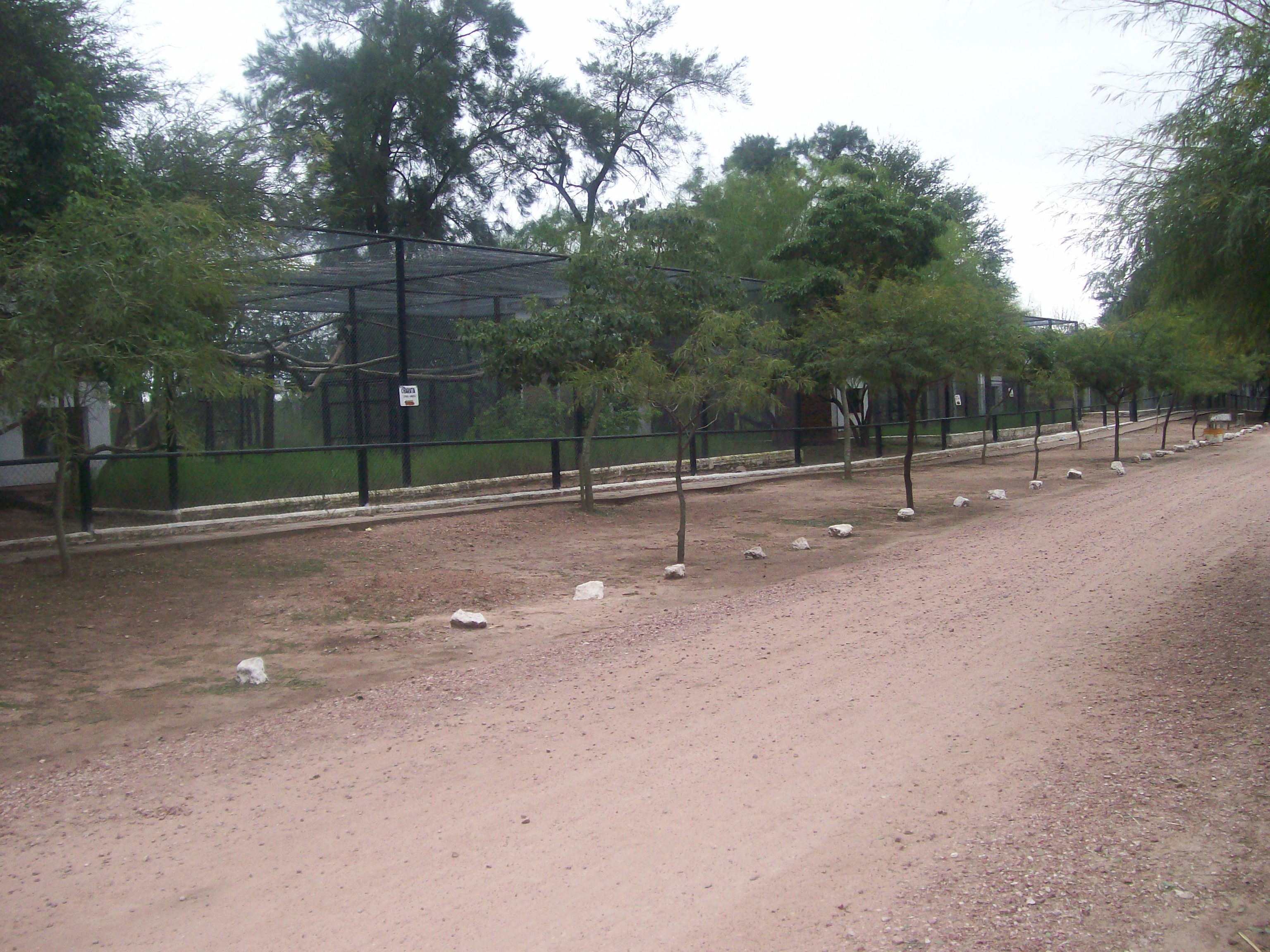
Camino interno del Zoológico de la ciudad.

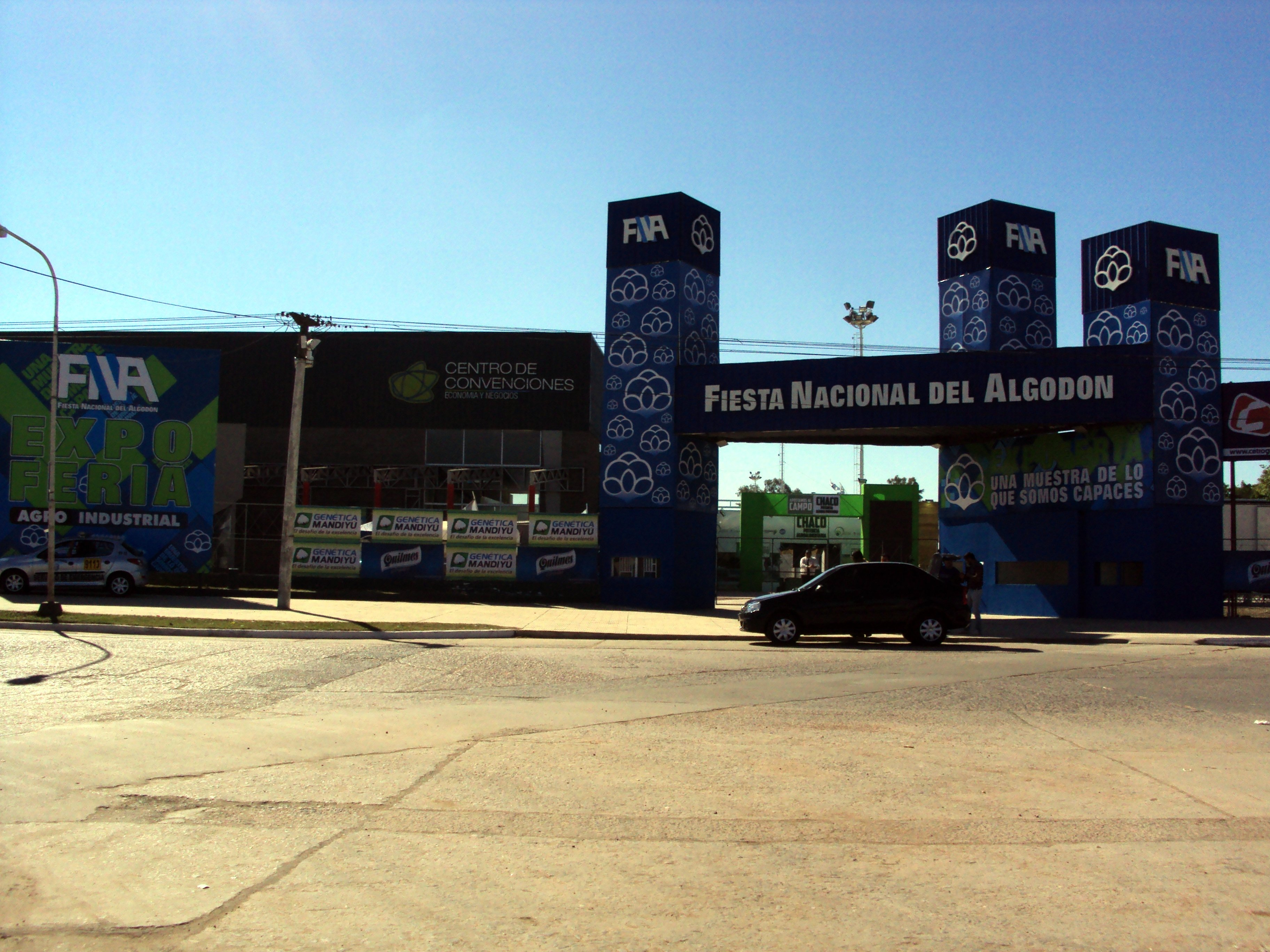
Fiesta nacional del algodón 2013

Sáenz Peña cuenta con varias atracciones turísticas, entre las que se destacan:
Complejo termalubicado en centro de la ciudad el complejo permite baños en aguas de gran valor curativo. Según la Sociedad Argentina de Estudios Termales la composición química y la termalidad otorgan una excelente acción balneoterápica.
Complejo Ecológico y Zoológicocomenzó como un pequeño zoológico creado en 1978 se formó un parque de 150 hectáreas, que incluye una zona para esparcimiento. Se destaca el zoológico con alrededor de 2000 ejemplares de más de 200 especies (en su mayoría autóctonas); y también cuenta con una reserva botánica de 20 hectáreas con un sendero de 1 km para la observación de árboles, pájaros y reptiles; una reserva zoológica de 60 hectáreas; un vivero de especies forestales y ornamentales; un centro de recuperación de animales silvestres; y un complejo recreativo y educativo.
Museo de la ciudadsituado en la primera estación de trenes, donde se conservan objetos y documentos relativos a la historia local
Un establecimiento de la ciudad es el Hotel Gualokforma parte del complejo integrado por las termas antes mencionadas. Fue una iniciativa del Gobierno del Chaco a través de la Lotería Chaqueña, buscando fomentar el turismo en Sáenz Peña a comienzos de los años 1970. Fue licitado en 1972, y comenzó a construirse en 1976, durante la gobernación de Antonio Serrano. El hotel fue diseñado en un vanguardista estilo moderno por los arquitectos Aftalión-Bischof-Egozcué-Vidal en 1971. Fue inaugurado oficialmente el 15 de diciembre de 1981. Gualok en lengua toba significa “algodón”, y así estuvo administrado por el ente organizador de la Fiesta Nacional del Algodón durante los siguientes años. Más tarde volvió a manos de la Lotería Chaqueña, y el hotel sufrió la falta de mantenimiento con el consiguiente deterioro. En 2010, fue concesionado a la compañía Atrium, y el gobernador Jorge Capitanich encabezó la reinauguración, ese 7 de octubre con un festival musical.

## Hermanamientos
La ciudad de Presidencia Roque Sáenz Peña ha tenido, a lo largo de su historia, diversos hermanamientos con ciudades de varios continentes.
Ciudades hermanadas con Presidencia Roque Sáenz Peña:
- Velké Bílovice, República Checa.
- Nikšić, Montenegro.

## Ubicación geográfica
|                | Norte: Tres Isletas |                 |
| Oeste: Napenay |                     | Este: Quitilipi |
|                | Sur: La Tigra       |                 |

## Parroquias de la Iglesia católica en Presidencia Roque Sáenz Peña
| Diócesis           | San Roque de Presidencia Roque Sáenz Peña                                       |
| ------------------ | ------------------------------------------------------------------------------- |
| Parroquias         | Catedral San Roque, San Cayetano, San José, Nuestra Señora de Itatí, Santa Cruz |
| Eparquía ucraniana | Santa María del Patrocinio en Buenos Aires                                      |
| Parroquia          | Asunción de la Virgen María                                                     |